# Independent Albums
Independent Albums (dawniej Top Independent Albums) – lista najlepiej sprzedających się albumów i minialbumów (EP) muzyki niezależnej w Stanach Zjednoczonych, sporządzana przez Nielsen SoundScan i publikowana co tydzień w magazynie Billboard. Zazwyczaj umieszczani są na niej artyści, którzy nie mają kontraktów z głównymi wytwórniami płytowymi. Rankingi są przygotowywane pod względem liczby sprzedanych wydawnictw w punktach sprzedaży uwzględnionych przez Nielsen oraz z legalnych digital downloads z różnych internetowych sklepów. Pierwsze notowanie listy zostało opublikowane 2 grudnia 2000.
Pierwsze 25 miejsc jest obecnie publikowanych na stronie internetowej Billboard, a dalsze miejsca dostępne są do wglądu po opłaceniu abonamentu na stronie Billboard.biz. Tak jak we wszystkich listach przebojów Billboard, album, który pojawił się na liście Independent może również pojawić się na Billboard 200, głównej liście przebojów. Dodatkowo albumy sprzedawane wyłącznie przez wybrane sieci sklepów detalicznych mogą również występować na liście, według poprawionych zasad list przebojów zatwierdzonych 7 listopada 2007.

## Najlepiej sprzedające się albumy według roku
Od 2002 Billboard.biz corocznie publikuje listę pięćdziesięciu najlepiej sprzedających się niezależnych albumów roku. Lil Jon & the East Side Boyz osiągnęli trzykrotnie 1. miejsce tej listy, dwukrotnie z albumem z 2002 Kings of Crunk.
- 2001: Baha Men – Who Let the Dogs Out[4]
- 2002: Mannheim Steamroller – Christmas Extraordinaire[5]
- 2003: Lil Jon & the East Side Boyz – Kings of Crunk[6]
- 2004: Lil Jon & the East Side Boyz – Kings of Crunk[7]
- 2005: Lil Jon & the East Side Boyz – Crunk Juice[8]
- 2006: Little Big Town – The Road to Here[9]
- 2007: Różni wykonawcy – Hairspray[10]
- 2008: Eagles – Long Road Out of Eden[11]
- 2009: Jason Aldean – Wide Open[12]
- 2010: Jason Aldean – Wide Open[13]